# مخزن الإطار المؤقت

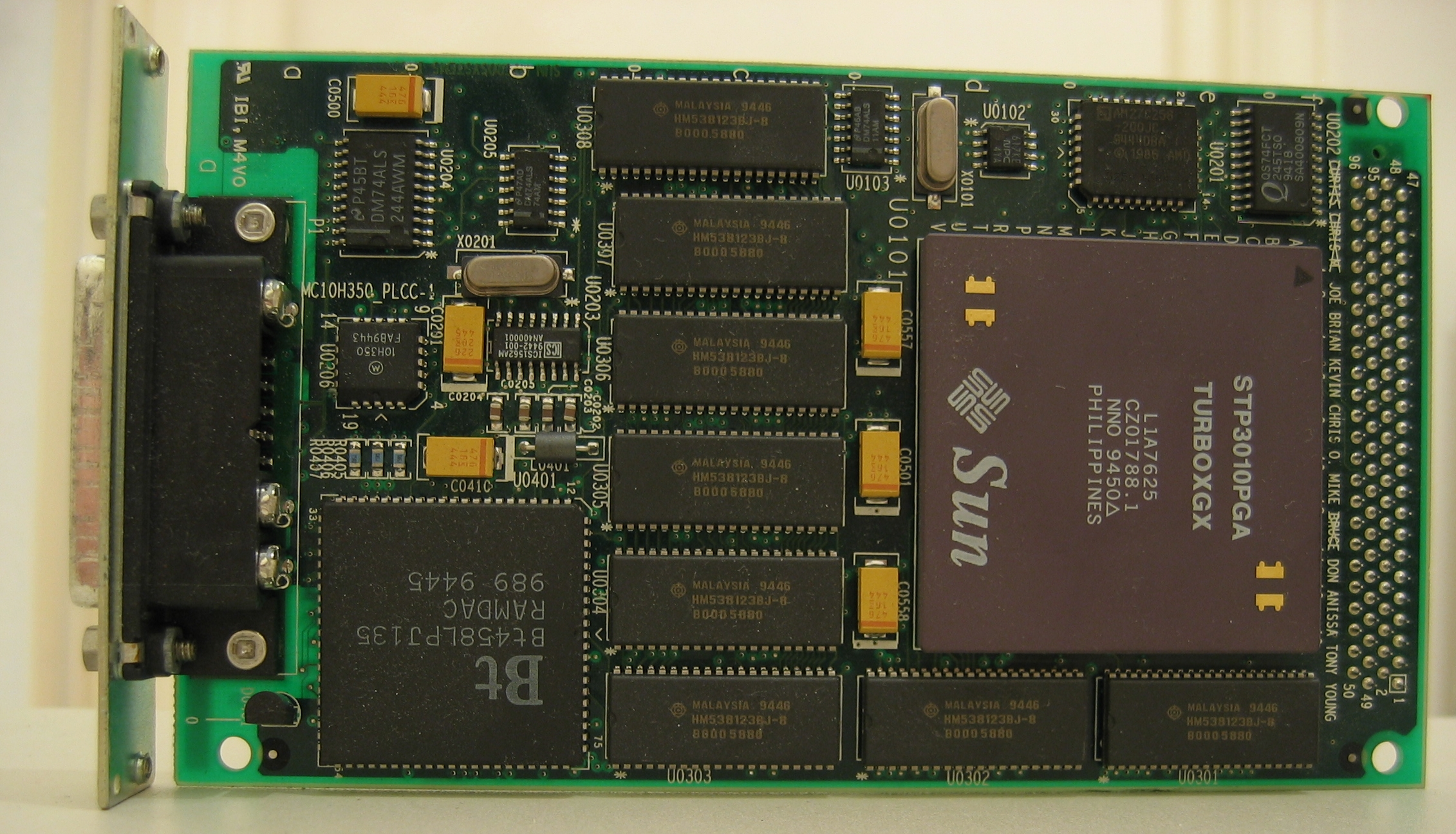

مخزن الإطار المؤقت (بالإنجليزية: Framebuffer)‏ وهو جهاز يظهر الصورة على شاشة الحاسوب من مخزن ذاكرة بيانات مؤقت الذي يحتوي على إطار كامل للصورة. وإن كل لون من كل عنصورة من الصورة المعروضة على الشاشة تكون مخزنة في هذه الذاكرة. وتخزن هذه قيمة الألوان في 1 بت للألوان أحادية اللون و 4 أو 8 بت للألوان بالتية و 16 بت للألوان العلية و 24 بت للألوان الحقيقية. وتستخدم أحيانا قنوات ألفا لاحتواء معلومات عن الشفافية الصورة. وتحدد حجم هذه الذاكرة بحجم دقة الشاشة و نوعية الألوان المستخدمة.